# Stege Bugt
Stege Bugt er bugten nordvest for Møn mellem Ulvsund og Bøgestrømmen. I bunden af bugten ligger Møns største by, Stege. Et smalt sund fører fra Stege Bugt, via Stege havn og ind i Stege Nor. Over det smalle sund går en kort bro, som adskiller Stege by fra Stegebydelen Lendemarke. 
I Stege Bugt finder man bl.a. øerne Lindholm og Tyreholm.
55°00′N 12°15′Ø / 55.000°N 12.250°Ø